# Friedrich X. (Hohenzollern)
Friedrich X. von Hohenzollern († 21. Juni 1412), genannt „der Jüngere“ oder „der Schwarzgraf“, war ein Graf von Hohenzollern.

## Leben
Friedrich war ein Sohn des Grafen Friedrich IX. von Hohenzollern aus dessen Ehe mit Adelheid († nach 1385), Tochter des Grafen Burchard V. von Hohenberg-Wildberg.
Friedrich erwirkte von König Wenzel die Exemtion seines Landes von den kaiserlichen Landgerichten und schloss sich 1381 militärisch Herzog Leopold III. von Österreich an, mit dem er 1386 in der Schlacht bei Sempach kämpfte. Später vermittelte er für die Österreicher in ihrem Konflikt mit schwäbischen und fränkischen Reichsstädten.
In seinen letzten Lebensjahren kümmerte sich Friedrich um innere und Familienangelegenheiten der Grafen von Zollern, deren Senior er seit 1408 war und als solcher den Familienfrieden erhalten konnte. Mit Friedrich erlosch die von seinem Vater begründete schwarzgräfliche Linie der Hohenzollern wieder. Friedrichs Ehe mit Anna († 1421), Tochter des Grafen Burchard IX. von Hohenberg-Nagold, die als Priorin von Reuthin starb, war kinderlos geblieben. Den Großteil seiner Güter vermachte er seinem Vetter Friedrich dem Oettinger.